# Heiderose Kilper
Heiderose Kilper (* 1953 in Stuttgart) ist eine emeritierte deutsche Hochschullehrerin, Politik- und Sozialwissenschaftlerin. Sie war von 2005 bis 2018 Direktorin des Leibniz-Instituts für Regionalentwicklung und Strukturplanung (IRS) in Erkner und unterrichtete an der Brandenburgischen Technischen Universität, mit der das IRS kooperiert.

## Leben
Nach dem Studium der Politikwissenschaft, Geschichte, Germanistik und Pädagogik in Marburg folgte eine Promotion zur „Frage der Wiedergründung der Gewerkschaften nach dem Zweiten Weltkrieg“ mit einem Stipendium der Hans-Böckler-Stiftung. Anschließend absolvierte sie ein Referendariat im Schuldienst, um ihre Ausbildung als Lehrerin abzuschließen.
Von 1984 bis 1990 war sie für die Landesregierung von Nordrhein-Westfalen tätig, danach dann bis 2002 wissenschaftliche Mitarbeiterin am Institut Arbeit und Technik sowie bis 2005 Direktorin und Geschäftsführerin des Instituts für Entwicklungsplanung und Strukturforschung in Hannover. Dort war sie außerdem Universitätsprofessorin am Fachbereich Landschaftsarchitektur und Umweltentwicklung.

## Schriften (Auswahl)
- Brüder reicht die Hand zum Bunde. Untersuchungen zur Konstituierung und Politik der Gewerkschaft Nahrung-Genuß-Gaststätten als Einheitsgewerkschaft. Verlag Arbeiterbewegung und Gesellschaftswissenschaft: Marburg 1982, ISBN 3-921630-26-6.
- Regionalpolitik. Hagen 2004,
- Das Ruhrgebiet im Umbruch. Strategien regionaler Verflechtung. Verlag für Sozialwissenschaften: 2012, ISBN 978-3-322-92543-5.
- Migration und Baukultur: Transformation des Bauens durch individuelle und kollektive Einwanderung. Birkhäuser, Basel, 2019, ISBN 978-3-0356-1921-8.